# Juho Kusti Paasikivi
Juho Kusti Paasikivi (n. 27 noiembrie, 1870 – d. 14 decembrie, 1956) a fost primul ministru al Finlandei (1918 și 1944–1946) și președinte al aceluiași stat între 1946–1956. De asemenea a exercitat o influență în economia și politica finlandeză pentru aproape 50 de ani, fiind modelatorul politicii externe după cel de-al Doilea Război Mondial.